# Dilar montanus
Dilar montanus là một loài côn trùng trong họ Dilaridae thuộc bộ Neuroptera. Loài này được C.-k. Yang miêu tả năm 1992.